# Дзёхо
Дзёхо или Сёхо (яп. 承保 дзё:хо, сё:хо:) — девиз правления (нэнго) японского императора Сиракава, использовавшийся с 1074 по 1077 год.

## Продолжительность
Начало и конец эры:
- 23-й день 8-й луны 6-го года Энкю (по юлианскому календарю — 16 сентября 1074);
- 17-й день 11-й луны 4-го года Сёхо (по юлианскому календарю — 5 декабря 1077).

## Происхождение
Название нэнго было заимствовано из классического древнекитайского сочинения Шу цзин:「承保乃文祖受命民」.

## События
- 1074 год (1-я луна 1-го года Дзёхо) — 71-летний дайнагон Минамото-но Такакунэ ушёл в отставку по собственному желанию ввиду преклонного возраста. Он поселился в пригороде Киото городе Удзи, где он вместе со своими друзьями проводил исследования по истории Японии. Результатом трудов стала книга[6];
- 7 марта 1074 (7-й день 2-й луны 1-го года Дзёхо) — бывший кампаку Фудзивара-но Ёримити скончался в возрасте 83 лет[6];
- 25 октября 1074 (3-й день 10-й луны 1-го года Дзёхо) — императрица Дзёто-мон скончалась в возрасте 87 лет[7].

## Сравнительная таблица
Ниже представлена таблица соответствия японского традиционного и европейского летосчисления. В скобках к номеру года японской эры указано название соответствующего года из 60-летнего цикла китайской системы гань-чжи. Японские месяцы традиционно названы лунами.
| 1-й год Дзёхо (Деревянный Тигр)   | 1-я луна       | 2-я луна*  | 3-я луна  | 4-я луна  | 5-я луна*              | 6-я луна | 7-я луна* | 8-я луна   | 9-я луна*   | 10-я луна  | 11-я луна* | 12-я луна  |                          |
| --------------------------------- | -------------- | ---------- | --------- | --------- | ---------------------- | -------- | --------- | ---------- | ----------- | ---------- | ---------- | ---------- | ------------------------ |
| Юлианский календарь               | 30 января 1074 | 1 марта    | 30 марта  | 29 апреля | 29 мая                 | 27 июня  | 27 июля   | 25 августа | 24 сентября | 23 октября | 22 ноября  | 21 декабря |                          |
| 2-й год Дзёхо (Деревянный Кролик) | 1-я луна*      | 2-я луна   | 3-я луна* | 4-я луна  | 4-я луна* (високосная) | 5-я луна | 6-я луна  | 7-я луна*  | 8-я луна    | 9-я луна*  | 10-я луна  | 11-я луна* | 12-я луна                |
| Юлианский календарь               | 20 января 1075 | 18 февраля | 20 марта  | 18 апреля | 18 мая                 | 16 июня  | 16 июля   | 15 августа | 13 сентября | 13 октября | 11 ноября  | 11 декабря | 9 января 1076            |
| 3-й год Дзёхо (Огненный Дракон)   | 1-я луна*      | 2-я луна*  | 3-я луна  | 4-я луна  | 5-я луна*              | 6-я луна | 7-я луна* | 8-я луна   | 9-я луна    | 10-я луна* | 11-я луна  | 12-я луна* |                          |
| Юлианский календарь               | 8 февраля 1076 | 8 марта    | 6 апреля  | 6 мая     | 5 июня                 | 4 июля   | 3 августа | 1 сентября | 1 октября   | 31 октября | 29 ноября  | 29 декабря |                          |
| 4-й год Дзёхо (Огненная Змея)     | 1-я луна       | 2-я луна*  | 3-я луна* | 4-я луна  | 5-я луна*              | 6-я луна | 7-я луна* | 8-я луна   | 9-я луна    | 10-я луна  | 11-я луна* | 12-я луна  | 12-я луна (високосная) * |
| Юлианский календарь               | 27 января 1077 | 26 февраля | 27 марта  | 25 апреля | 25 мая                 | 23 июня  | 23 июля   | 21 августа | 20 сентября | 20 октября | 19 ноября  | 18 декабря | 17 января 1078           |

* звёздочкой отмечены короткие месяцы (луны) продолжительностью 29 дней. Остальные месяцы длятся 30 дней.